# Selaginella
Genre
Synonymes
- Didiclis P. Beauv. ex Mirb.[2]
- Diplostachyum P. Beauv.[2]
- Gymnogynum P. Beauv.[2]
- Heterophyllium Hieron. ex Borner[2]
- Hypopterygiopsis Sakurai[2]
- Lycopodiodes Dill. ex Kuntze[2]
- Lycopodioides Boehm.[2]
- Lycopodion Adans.[2]
- Mirmau Adans.[2]
- Polycocca Hill[2]

Après avoir compté de nombreux genres et des milliers d'espèces y compris arborescentes au Paléozoïque, la famille des Sélaginellacées ne comprend de nos jours qu'un seul genre, Selaginella Beauv., qui compte environ 700 espèces.

## Étymologie
Le mot Selaginella est le diminutif de selago, nom donné par Pline à certains Conifères puis repris pour désigner les Lycopodes. Autrefois, les Sélaginelles étaient décrites comme des petits Lycopodes.

## Description générale
- Voir la famille des Sélaginellacées.
- C'est sur l'espèce nommée Faux sélago que Palisot de Beauvois a établi les caractères de ce genre, en donnant à cette espèce le nom de Selaginella spinosa.

## Milieu de vie
- Voir la famille des Sélaginellacées.

## Quelques espèces nommées en français
- Rose de Jéricho - Selaginella lepidophylla
- Sélaginelle denticulée  — Selaginella denticulata[3]
- Sélaginelle fausse-sélagine - voir Sélaginelle spinuleuse[3]
- Sélaginelle des prés - Selaginella apoda[3]
- Sélaginelle de sable - Selaginella arenicola[3]
- Sélaginelle helvétique - Selaginella helvetica[3]
- Sélaginelle de Krauss - Selaginella kraussiana
- Sélaginelle spinuleuse - Selaginella selaginoides (= Selaginella spinosa)[3]

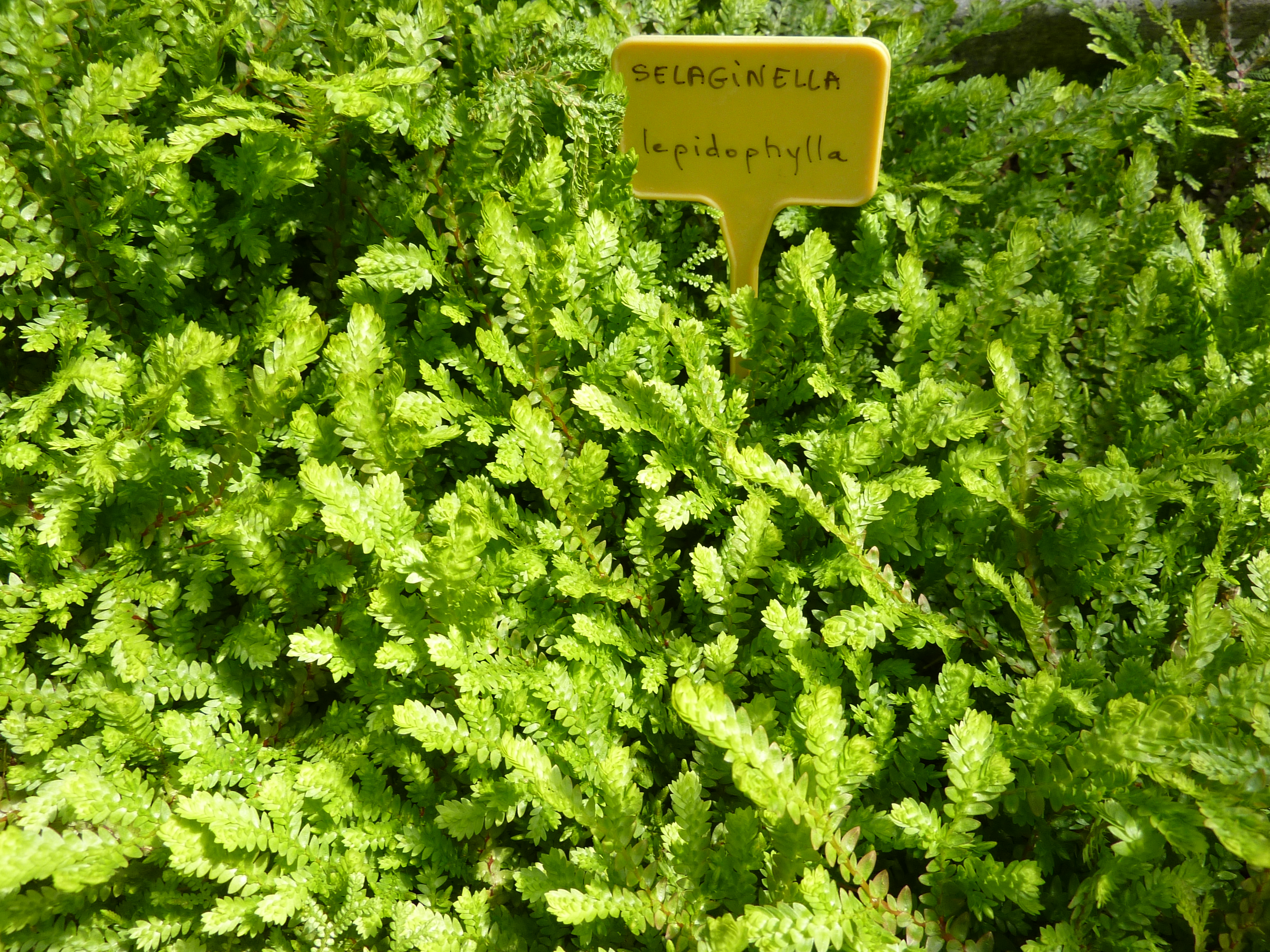
Rose de Jéricho (Selaginella lepidophylla)
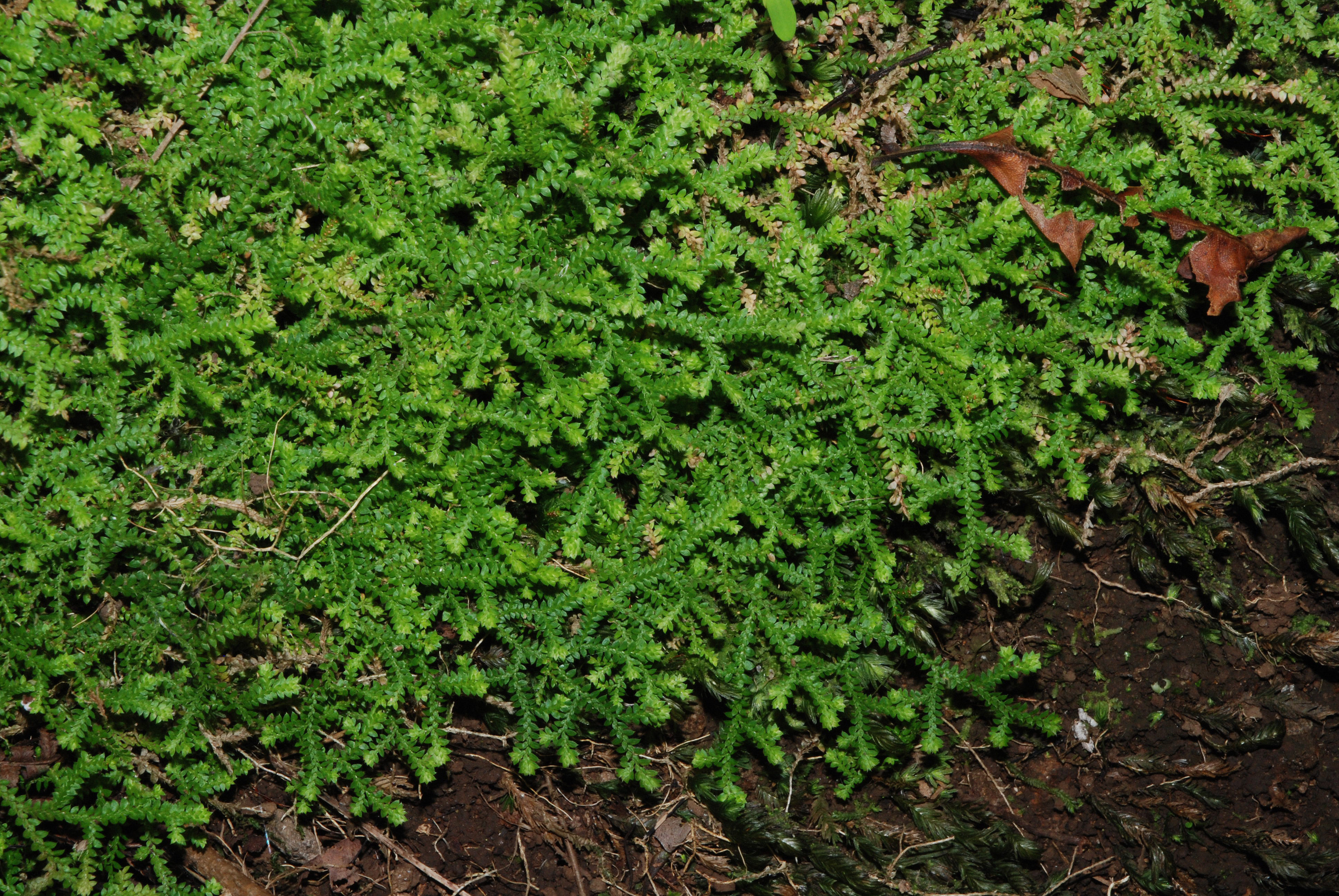
Sélaginelle denticulée (Selaginella denticulata)
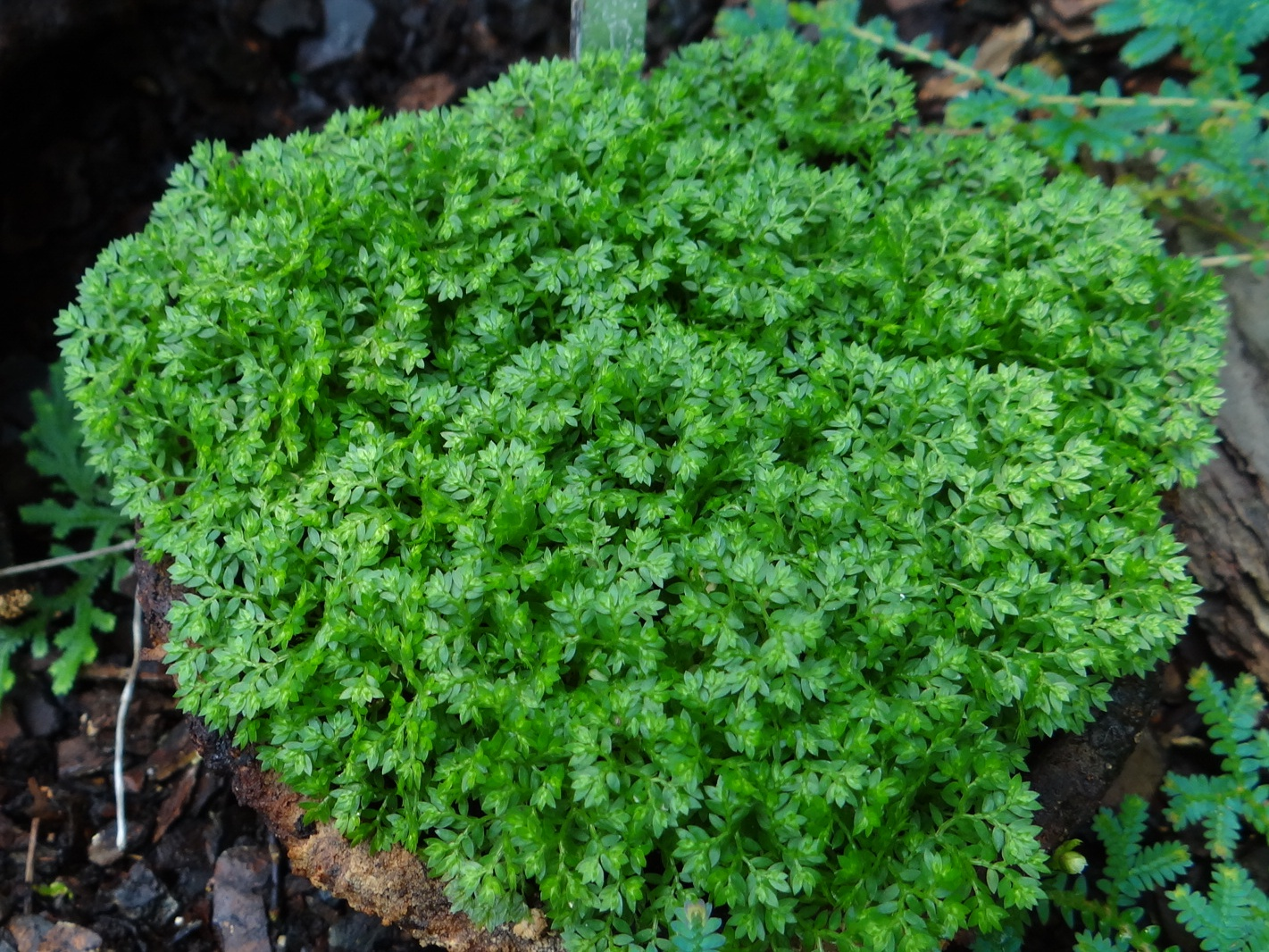
Sélaginelle des prés (Selaginella apoda)
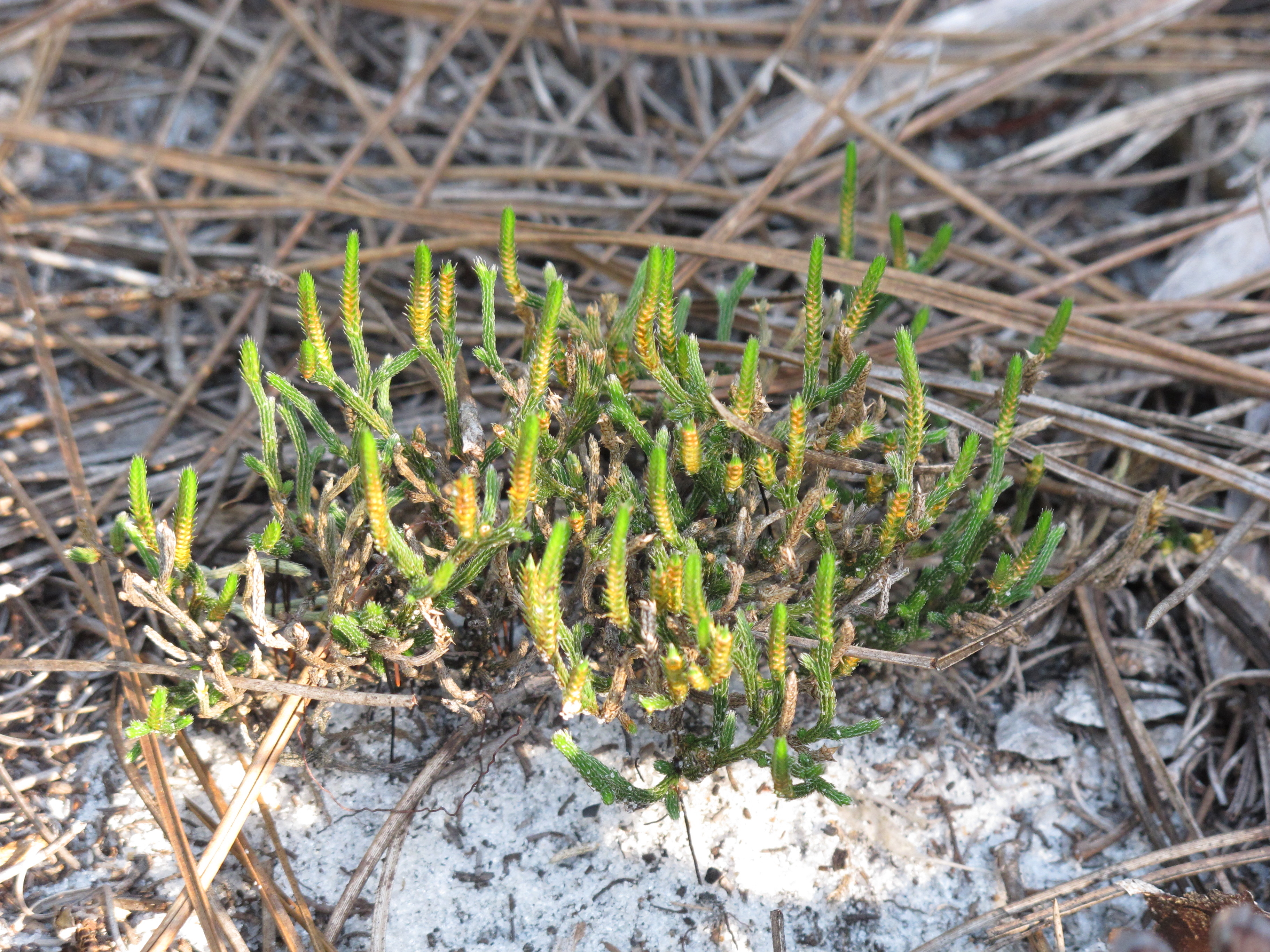
Sélaginelle de sable (Selaginella arenicola)
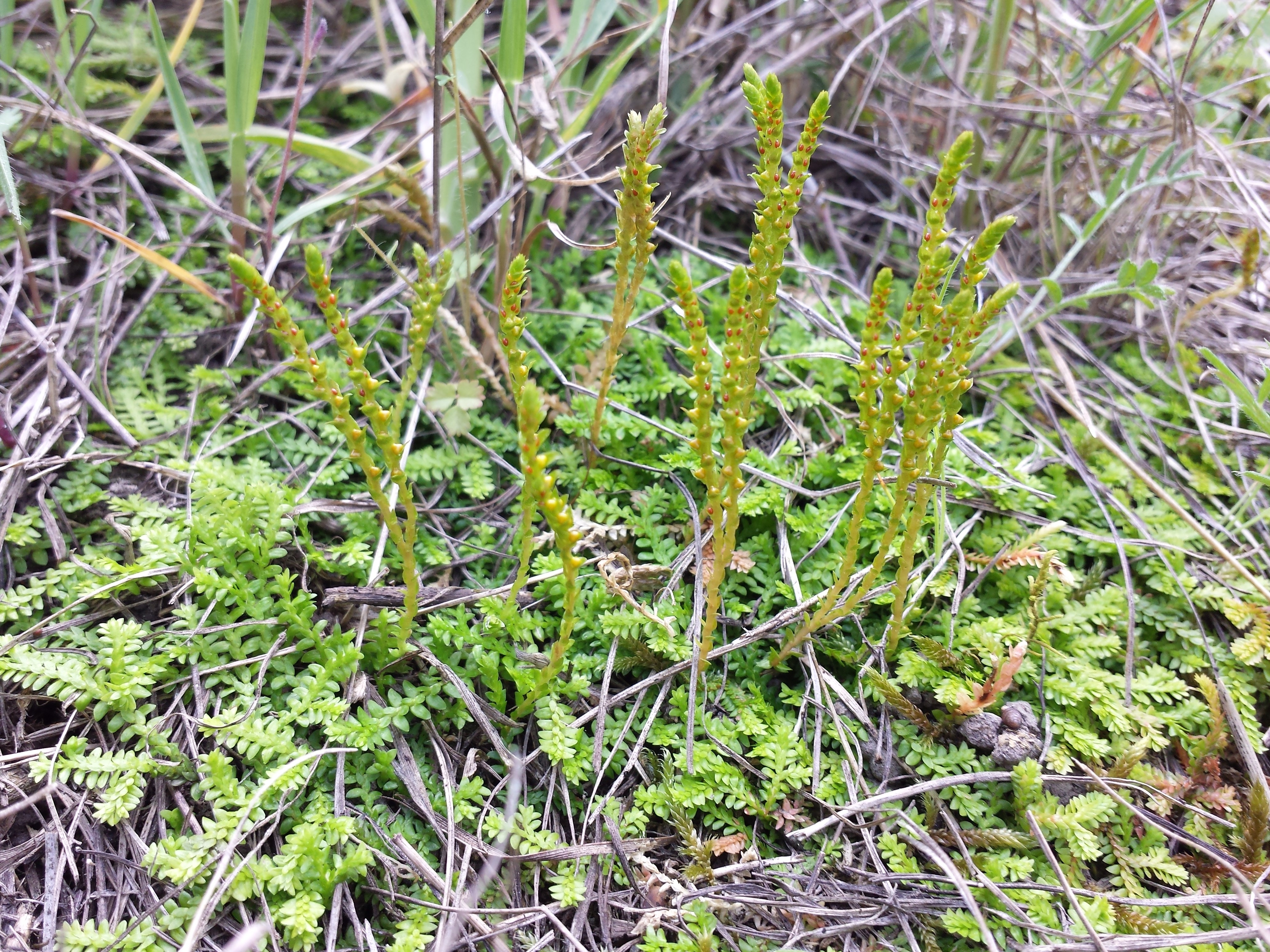
Sélaginelle helvétique (Selaginella helvetica)
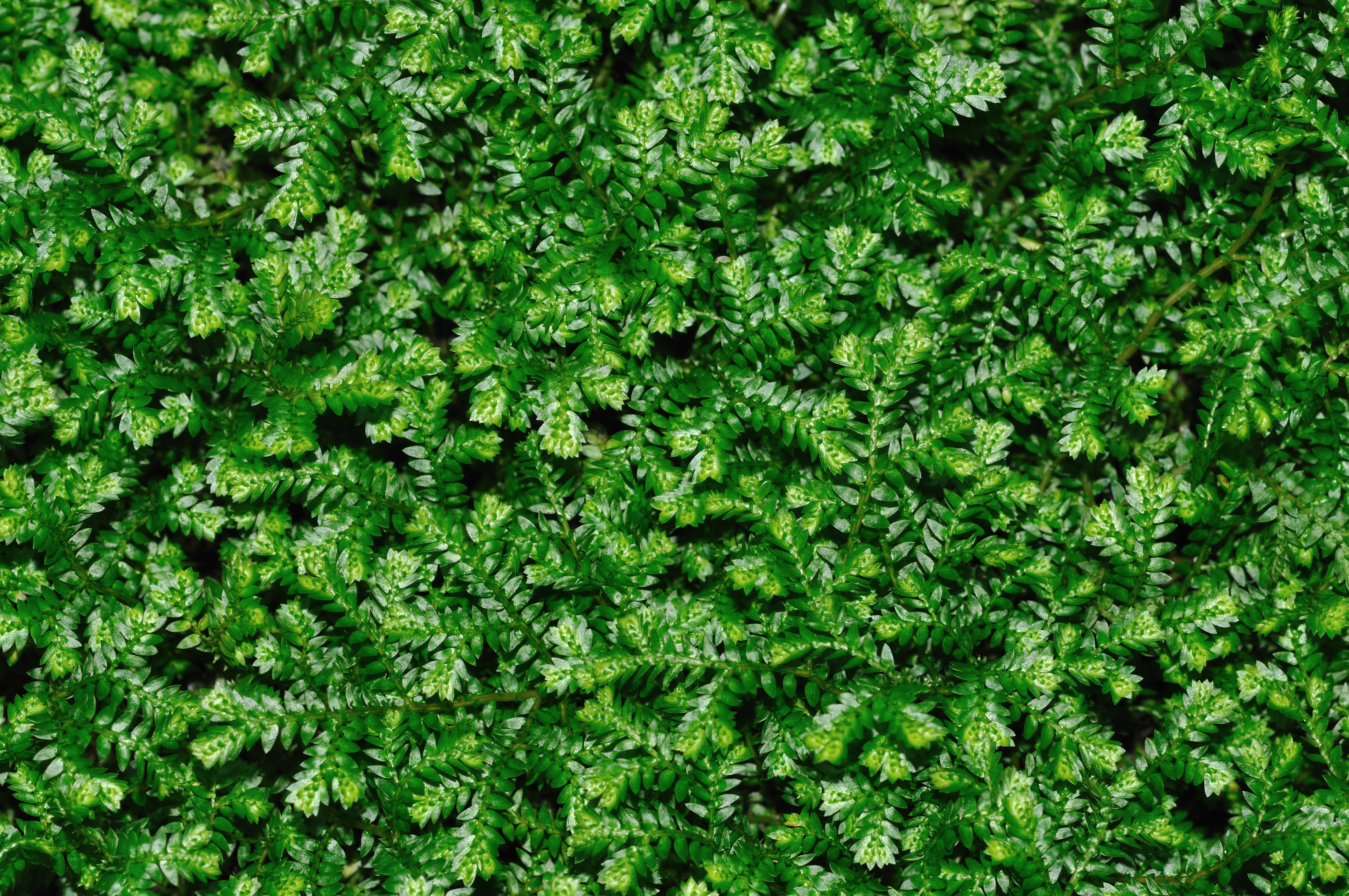
Sélaginelle de Krauss (Selaginella kraussiana)
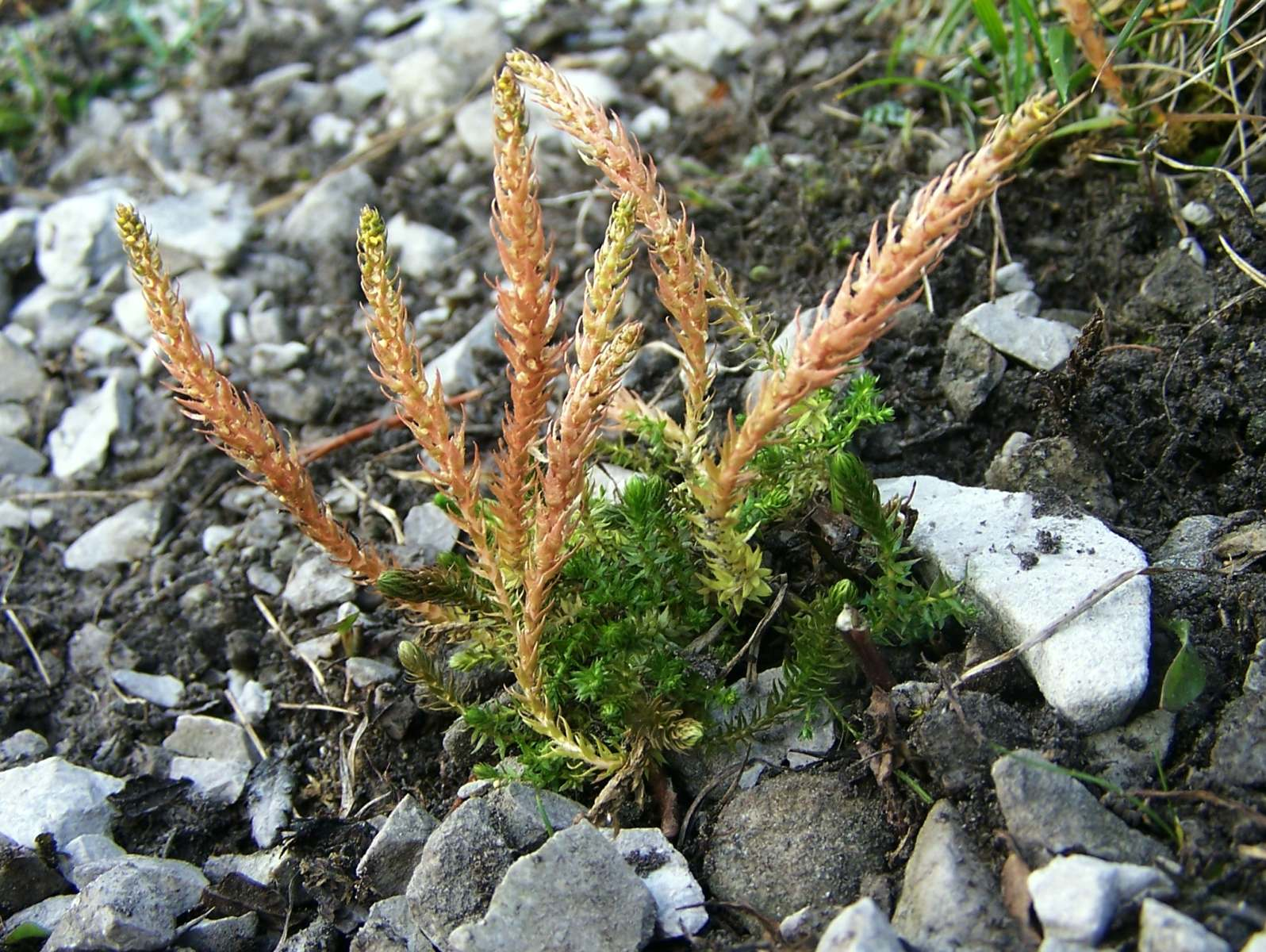
Sélaginelle spinuleuse (Selaginella selaginoides)

## Liste d'espèces
Selon GRIN (19 mars 2017) :
- Selaginella atroviridis (Wall.) Spring
- Selaginella biformis A. Braun ex Kuhn
- Selaginella braunii Baker
- Selaginella commutata Alderw.
- Selaginella densa Rydb.
- Selaginella doederleinii Hieron.
- Selaginella erythropus (Mart.) Spring
- Selaginella grandis T. Moore
- Selaginella haematodes (Kunze) Spring
- Selaginella heterodonta (Desv.) Hieron.
- Selaginella involvens (Sw.) Spring
- Selaginella kraussiana (Kunze) A. Braun
- Selaginella lepidophylla (Hook. & Grev.) Spring
- Selaginella marginata (Humb. & Bonpl. ex Willd.) Spring
- Selaginella martensii Spring
- Selaginella microdendron Baker
- Selaginella myosurus (Sw.) Alston
- Selaginella ornithopodioides (L.) Spring
- Selaginella pallescens (C. Presl) Spring
- Selaginella patula (Sw.) Spring
- Selaginella plana (Desv.) Hieron.
- Selaginella pulcherrima Liebm. ex E. Fourn.
- Selaginella pulvinata (Hook. & Grev.) Maxim.
- Selaginella selaginoides (L.) Schrank & Mart.
- Selaginella serpens (Desv.) Spring
- Selaginella substipitata Spring
- Selaginella tamariscina (P. Beauv.) Spring
- Selaginella umbrosa Lem. ex Hieron.
- Selaginella uncinata (Desv.) Spring
- Selaginella versicolor Spring
- Selaginella wallichii (Hook. & Grev.) Spring
- Selaginella willdenowii (Desv.) Baker